# Сакс, Алби
Альберт Льюис Сакс, или Алби Сакс (род. 30 января 1935, Йоханнесбург, ЮАР) — известный активист и бывший судья Конституционного суда ЮАР, обладатель литературной премии Алана Пэйтона.

## Ранние годы
Альберт Сакс родился 30 января 1935 года в Йоханнесбурге в семье литовско-еврейского происхождения. Его отец, Солли Сакс, был влиятельным профсоюзным деятелем, чьи убеждения вдохновили молодого Алби на борьбу за справедливость. Он получил образование в престижной частной школе в Кейптауне и поступил на юридический факультет Университета Кейптауна, где в 1956 году получил степень бакалавра права. Будучи студентом второго курса, Сакс активно участвовал в кампании гражданского неповиновения против расистских законов апартеида, организованной Африканским Национальным Конгрессом (АНК).
Адвокатскую деятельность Сакс начал в возрасте 21 года в адвокатской палате Кейптауна, защищая людей, преследуемых по расовым законам и законам безопасности во времена апартеида в Южной Африке. После того, как его арестовали и поместили в одиночное заключение более чем на пять месяцев за участие в движении по борьбе за свободу, Алби Сакс отправился в ссылку в Лондон, где он получил звание доктора философии Университета Сассекса. В Англии он провел 11 лет, преподавая право, следующие 11 лет прошли в Мозамбике, где он также выполнял роль преподавателя права и юридического исследователя. В 1988 году, в Мозамбике, в результате взрыва автомобиля Сакс потерял руку и лишился зрения на один глаз. После произошедшего покушения Сакс посвятил себя разработке новой демократической Конституции для Южной Африки. Он вернулся в Южную Африку и был членом Конституционного комитета и Национальной администрации Африканского Национального Конгресса перед тем, как просить убежище в Соединённых Штатах.

## Судебная деятельность
Сакс был назначен членом Конституционного суда ЮАР Нельсоном Манделой в 1994 году. Его назначение было воспринято неоднозначно, в основном из-за интервью Комиссии по судебной службе, где его спросили о причастности к докладу, преуменьшающему бессрочное содержание под стражей и одиночное заключение Африканским Национальным Конгрессом командующего «Умконто ве сизве» Тами Зулу. Член комиссии заявил, что ответы Сакса были «ужасающими», и раскритиковал его за то, что он «продал свою душу», подписав этот доклад. Один известный юрист сказал, что если бы интервью Сакса было в более широком доступе, он бы никогда не смог стать членом Конституционного суда. Сам Сакс считает, что критика в его адрес несправедлива, учитывая его центральную роль в прекращении пыток в лагерях АНК.
Многие из судебных решений Сакса связаны с законодательством в сфере борьбы с дискриминацией. Он был главным автором решения большинства в деле Принсоо против Ван дер Линде, которое устанавливало связь между равенством перед законом и достоинством. Он был автором решения большинства в деле Министр внутренних дел против Фурье, в котором Суд объявил неконституционным устав ЮАР, определяющий брак как отношения между мужчиной и женщиной. Судья О`Реган жестко критиковала Сакса за то, что он ссылался на регулирование однополых браков с Парламентом, а не на незамедлительную помощь. Оба судьи написали в 2002 году совместное несогласие, в котором утверждалось, что криминализация секс-услуг несправедливо дискриминирует основы гендера, поэтому считается неконституционным.
Сакс подал в отставку в октябре 2009 года вместе с Пиусом Лангом, Ивонн Мокгоро и Кейт О`Реган.

## Работы
В 1991 Сакс получил премию Алана Пейтон за книгу «Мягкая месть борца за свободу», в которой рассказывается о его реакции на бомбардировку автомобиля в 1988 году. Он также является автором книг «Justice in South Africa» (1974), «The Jail Diary of Albie Sachs» (1966), «Sexism and the Law» (1979), «The Free Diary of Albie Sachs» (2004). Книга «The Strange Alchemy of Life and Law» (2009) также завоевала литературную премию Алана Пейтона, сделав Сакса вторым человеком, получившем эту премию дважды. В 2017 году вышла в свет книга «We the People: Insights of an Activist Judge». Книга «The Jail Diary of Albie Sachs» получила как театральную адаптацию для Королевской шекспировской компании Дэвидом Эдгаром, так и телевизионную (компанией BBC во второй половине 1970-х).

## Другие награды
Сакс получил 14 почётных степеней в четырёх странах. В 2009 году ему вручили премию за вклад в примирение, а также премию Академии достижений. 21 июня 2014 года он стал лауреатом премии Тан за вклад в глобальную правозащитную деятельность и правосудие. В 2015 он был назначен сотрудником проекта Art of Change, организованном фондом Форда. Сакс участвовал в отборе коллекции для Конститьюшн-хилл, места расположения Конституционного суда.
Сакс также являлся членом судейской коллегии Кении. На данный момент он является участником программы A.D. White Professor-at-Large в Корнеллском университете.

## Личная жизнь
В 1966 Сакс женился на Стефани Кемп, участницей Африканского движения сопротивления, Африканского Национального Конгресса и Южно-Африканской коммунистической партии, в Лондоне. У них двое детей: Алан (художник) и Майкл (экономист с сфере развития). В 1980 году они развелись и Стефани осталась в Лондоне до 1990, работая педиатрическим физиотерапевтом. В 2006 году он снова женился на архитекторе городского пространства Ванессе Септембер в Конституционном Суде. У них есть сын, Оливер Лукутанду Септембер Сакс.

## Награды
- Орден Лутули[англ.] в серебре (2006)
- Большой крест ордена Свободы (5 января 2006 года, Португалия)[12]
- Офицер ордена «За заслуги перед Литвой» (13 февраля 2025 года, Литва)[13]
- Премия Алана Пэйтона (1991)